# Gianna Nannini
Gianna Nannini (n. 14 iunie 1954, Siena, Toscana, Italia) este compozitoare și cântăreață rock, italiană. A devenit populară prin cântecele sale  Latin Lover, Fotoromanza, Bello e impossibile sau I maschi.
Familie:
S-a născut în 1954, într-o familie tradițională de cofetari, la Siena. Fratele său, Alessandro, conduce mai departe afacerea părinților, în timp ce Gianna părăsește familia la vârsta de 18 ani. Mai târziu studiază pianul în Lucca, iar mai apoi compoziția, în Mailand. În primii ani de carieră lupta cu depresia.

## Discografie
Discografia Giannei Nannini cuprinde 16 albume de studio, 4 compilații, fiecare lansat la un interval de aproape 10 ani. Discografia sa cuprinde de asemenea discuri single și videoclipuri muzicale.

### Albume de studio
| 1976 | Gianna Nannini                       |                   |                    |                    |
| 1977 | Una radura...                        |                   |                    |                    |
| 1979 | California                           |                   |                    |                    |
| 1981 | G.N.                                 | 24                |                    |                    |
| 1982 | Latin lover                          | 24                |                    |                    |
| 1984 | Puzzle                               | 2                 |                    |                    |
| 1986 | Profumo                              | 3                 | 14                 | 2                  |
| 1988 | Malafemmina                          | 2                 |                    |                    |
| 1990 | Scandalo                             | 8                 |                    |                    |
| 1993 | X forza e X amore                    | 7                 |                    |                    |
| 1995 | Dispetto                             | 5                 |                    |                    |
| 1998 | CCuore                               | 12                | 1                  |                    |
| 2002 | Aria                                 | 7                 |                    |                    |
| 2006 | Grazie                               | 1                 | 7                  | 1                  |
| 2007 | Pia come la canto io                 | 4                 |                    |                    |
| 2009 | Giannadream - Solo i sogni sono veri | 2                 | 2                  |                    |
| An   | Greatest Hits/Compilații             | Clasament oficial |                    |                    |
| An   | Greatest Hits/Compilații             | Clasament oficial | Discuri de platină | Discuri de diamant |
| 1987 | Maschi e altri                       | 5                 | 21                 | 4                  |
| 1996 | Bomboloni                            | 10                | 4                  |                    |
| 2004 | Perle                                | 6                 | 1                  |                    |
| 2007 | GiannaBest                           | 1                 | 6                  | 1                  |
| An   | Album live                           | Clasament oficial |                    |                    |
| An   | Album live                           | Clasament oficial | Discuri de platină | Discuri de diamant |
| 1985 | Tutto live                           |                   |                    |                    |
| 1991 | Giannissima                          | 8                 |                    |                    |

### Discuri single
| An   | Titlu                             | Album                                |                   |
| An   | Titlu                             | Album                                | Clasament oficial |
| ---- | --------------------------------- | ------------------------------------ | ----------------- |
| 1979 | America                           | California                           | 27                |
| 1984 | Fotoromanza                       | Puzzle                               | 1                 |
| 1986 | Bello e impossibile               | Profumo                              | 2                 |
| 1987 | I maschi                          | Maschi e altri                       | 3                 |
| 1988 | Hey bionda                        | Malafemmina                          | 2                 |
| 1989 | Voglio fare l'amore               | Malafemmina                          | 19                |
| 1990 | Scandalo                          | Scandalo                             | 1                 |
| 1993 | Radio Baccano (duet cu Jovanotti) | X forza e X amore                    | 2                 |
| 1993 | Tira tira                         | X forza e X amore                    | 6                 |
| 1995 | Meravigliosa creatura             | Dispetto                             | 4                 |
| 2002 | Aria                              | Aria                                 | 19                |
| 2002 | Uomini a metà                     | Aria                                 | -                 |
| 2006 | Sei nell'anima                    | Grazie                               | 2                 |
| 2006 | Io                                | Grazie                               | 5                 |
| 2006 | razie                             | Grazie                               | -                 |
| 2007 | Meravigliosa creatura             | Perle                                | 1                 |
| 2007 | Mura mura                         | Pia come la canto io                 | -                 |
| 2007 | Suicidio d'amore                  | GiannaBest                           | 5                 |
| 2008 | Pazienza                          | GiannaBest                           | -                 |
| 2008 | Mosca cieca                       | GiannaBest                           | -                 |
| 2009 | Attimo                            | Giannadream - Solo i sogni sono veri | 9                 |
| 2009 | Maledetto ciao                    | Giannadream - Solo i sogni sono veri | -                 |
| 2009 | Sogno                             | Giannadream - Solo i sogni sono veri | -                 |
| 2009 | Salvami (duet cu Giorgia)         | Giannadream - Solo i sogni sono veri | 1                 |
|      |                                   | Clasări pe primul loc                | 4                 |